# Lundinia
Lundinia là một chi thực vật có hoa trong họ Cúc (Asteraceae).

## Loài
Chi Lundinia gồm các loài: